# Военни операции различни от война
Военни операции различни от война имат за цел възпирането на война, разрешаване на конфликт, допринасят за мира и в някои случаи подпомагат държавните власти при решаване на вътрешни кризи. Тези операции могат да включват и контрол над въоръжаването.Включват се и задачи,не свързани с Въроъжените сили-като съдействие на хуманитарни,културни и образователни проекти,оказване на информационна,полицейска,пропагандна и друга поддръжка на гражданското управление,при ликвидирането на последствията от терористични атаки,техногенни и природни катастрофи и други. Терминът е измислен в САЩ през 90-те години на 20 век и е въведен в полевия устав FM100-5 в две разновидности-небойни мироподдържащи и бойни мироустановяващи операции при условие,че на съответния театър на Военните действия състоянието на мир може да съществува едновременно със състоянието на Война. Подобен термин, използван във Великобритания, е „поддържащи мира операции“